# Micrathena schenkeli
Micrathena schenkeli är en spindelart som beskrevs av Cândido Firmino de Mello-Leitão 1939. 
Micrathena schenkeli ingår i släktet Micrathena och familjen hjulspindlar. Inga underarter finns listade i Catalogue of Life.